# Tarawa (öråd)
Tarawa är ett öråd i Kiribati.   Det ligger i ögruppen Gilbertöarna, i den centrala delen av landet, 10 km norr om huvudstaden South Tarawa. Antalet invånare är 45 989.
Följande samhällen finns i Tarawa:

- South Tarawa
- Betio Village
- Bikenibeu Village
- Teaoraereke Village
- Bairiki Village
- Eita Village
- Bonriki Village
- Temaiku Village
- Banraeaba Village
- Nawerewere Village
- Ambo Village
- Buota Village
- Taborio Village
- Abarao Village
- Taborio Village
- Nanikai Village
- Buariki Village
- Abatao Village
- Nabeina Village
- Tabiteuea Village
- Antebuka Village
- Tearinibai Village
- Tabonibara Village
- Abaokoro Village
- Kainaba Village
- Taratai Village
- Nuatabu Village